# Re-sync GHOST
『Re-sync GHOST』（リシンク・ゴースト）は2003年4月9日にリリースされたaccessのリミックスアルバム。発売元はアンティノスレコード。

## 概要
5thアルバム『Rippin' GHOST』のリミックスアルバム。累計売上は0.7万枚を記録した。本作がリリースされた2003年はソニー・ミュージックエンタテインメントがレーベルゲートCD2（CCCD）の導入を開始した時期にあたり、CCCDでの発売を回避するため、当初はリミックスシングルとして発売予定だったものの収録曲を差し替え、まだCCCDが導入されていなかったアルバムとして発売したというエピソードがある。そのため当初14thシングル「REAL AT NIGHT 〜眠れぬ夜の向こうに〜」に収録予定であった同曲のリミックスバージョンも本作に収録されている。

## 収録曲
| 全作詞: 貴水博之、全作曲・編曲: 浅倉大介。 |                                                           |          |            |      |
| #                                          | タイトル                                                  | 作詞     | 作曲・編曲 | 時間 |
| 1.                                         | 「REAL AT NIGHT (truancy mix)」                           | 貴水博之 | 浅倉大介   | 5:09 |
| 2.                                         | 「REAL AT NIGHT (knockin'barrier mix)」                   | 貴水博之 | 浅倉大介   | 7:09 |
| 3.                                         | 「White Lights (lovely'snowy'mix)」                       | 貴水博之 | 浅倉大介   | 5:29 |
| 4.                                         | 「White Lights (deep valentine mix)」                     | 貴水博之 | 浅倉大介   | 8:46 |
| 5.                                         | 「Hung Me For The Distance (pascal talk mix)」            | 貴水博之 | 浅倉大介   | 7:43 |
| 6.                                         | 「Hung Me For The Distance (preservative mix)」           | 貴水博之 | 浅倉大介   | 9:11 |
| 7.                                         | 「FLY HIGH,FLY AWAY IN-COMER ANDROID (extended dub mix)」 | 貴水博之 | 浅倉大介   | 6:41 |
| 8.                                         | 「OZONE,IN THE NATIVE (extended dub mix)」                | 貴水博之 | 浅倉大介   | 7:35 |
| 合計時間:                                  | 合計時間:                                                 | 57:43    |            |      |